# A Song Flung Up to Heaven
A Song Flung Up to Heaven es el sexto libro de la serie de autobiografías de Maya Angelou. Situada entre 1965 y 1968, el libro comienza en donde su libro anterior, All God's Children Need Traveling Shoes, termina con su viaje de regreso a Estados Unidos. En esta sexta autobiografía, dos eventos "catastróficos"  enmarcan el principio y el final del libro: los asesinatos de Malcolm X y Martin Luther King, Jr.. Angelou describe cómo lidió con estos eventos y los cambios que hubo tanto en su país como en su vida personal y cómo lidió con su regreso a Estados Unidos. El libro termina con Angelou en el "umbral de su carrera literaria", escribiendo las primeras oraciones de su primera autobiografía I Know Why the Caged Bird Sings.
Angelou continúa con la larga tradición de la auotbiografía afroamericana como había empezado a hacer en Caged Bird y continúa haciendo a lo largo de su serie. Al mismo tiempo, Angelou hace un intento deliberado de cambiar la estructura usual de la autobiograía al criticar, cambiar y expandir el género. Muchos críticos concuerdan con que el libro está hecho de varias pequeñas anécdotas. Para el año 2002, cuando Song fue escrito, 16 años después de su primera autobiografía, Angelou había experimentado la fama y el reconocimiento como escritora y poeta. Ella recitó su poema On the Pulse of Morning en la inauguración del presidente Bill Clinton en 1993 convirtiéndose en la primera poeta en recitar un poema en una inauguración desde Robert Frost en la inauguración de John F. Kennedy's en 1961. Angelou se había convertido en una vocera respetada y reconocida para los afroamericanos y para las mujeres. Angelou era, como la académica Joanne Braxton comenta, "sin duda alguna la autobiógrafa afroamericana más reconocida en Estados Unidos". Ella también se había convertido, como el crítico Richard Long declara, "vocera del género de las autobiografías en esa época".
El título de Song está basado en el mismo poema, por el poeta afroamericano Paul Lawrence Dunbar, que le dio el nombre a su primera autobiografía. El libro fue recibido con halagos y desilusión como sus otras autobiografías, aunque las críticas fueron generalmente positivas. Los críticos felicitaron a Angelou por "la culminación de su logro autobiográfico único", mientras que otros la criticaron por parecer "engreída".

## Antecedentes
A Song Flung Up to Heaven (2002) es la sexta autobiografía de Maya Angelou. Al momento de su publicación, se creía que era el último de la serie. Fue completado 16 años después de la publicación de su último libro All God's Children Need Traveling Shoes (1986) y más de 30 años después de la publicación de su primera, I Know Why the Caged Bird Sings. Angelou escribió dos colecciones de ensayos en el ínterin. Estos son Wouldn't Take Nothing for My Journey Now (1993) y Even the Stars Look Lonesome (1997), los cuales el autor Hilton Als llama "sus libros de sabiduría" y "sermones ligados a través de textos autobiográficos". Angelou continuó su poesía en varios tomos incluyendo una colección de sus poemas llamado The Complete Collected Poems of Maya Angelou (1994). En 1993, recitó su poema On the Pulse of Morning en la inauguración del presidente Bill Clinton, convirtiéndose en la primera poeta en recitar un poema en una inauguración desde Robert Frost en la inauguración de John F. Kennedy's en 1961. Su recitación resultó en mayor fama y reconocimiento de sus obras previas y amplió su atractivo "cruzando fronteras raciales económicas y educacionales".
Para el 2002, cuando se publicó Song, Angelou se había convertido en una vocera respetada y reconocida para los afroamericanos y para las mujeres. Ella era, como la académica Joanne Braxton comenta, "sin duda alguna la autobiógrafa afroamericana más reconocida en Estados Unidos". Se había convertido, como el crítico Richard Long declara, en la "vocera del género de las autobiografías de la época".
Angelou fue una de las primeras escritoras afroamericanas en públicamente discutir su vida personal y una de las primeras en ponerse como protagonista de sus libros. La escritora Julian Mayfield, quién describe su primera autobiografía como "una obra de arte que elude a la descripción", comentó que las series de Angelou marcan un precedente no solo para las escritoras afroamericanas sino también para el género en sí.
Als llama a Angelou una de las "pioneras de la autoexposición" dispuesta a enfocarse honestamente en los aspectos más negativos de su personalidad y de sus decisiones. Por ejemplo, mientras Angelou escribía su segunda autobiografía, Gather Together in My Name, estaba preocupada de como iban a reaccionar sus lectores cuando revela que fue una prostituta. Su esposo Pau Du Feu la incentivó a publicar su libro diciéndole "di la verdad como escritora" y "sé honesta al respecto". Le tomó 16 años escribir Song debido por lo difícil que fue para ella revivir los eventos descritos en este libro, incluyendo los asesinatos de Malcolm X y Martin Luther King, Jr. Angelou no celebró su cumpleaños, el 4 de abril, durante muchos años porque era el aniversario de la muerte de King. En vez de celebrar su cumpleaños, Angelou le mandaba flores a la viuda de King, Coretta Scott King. Aunque se creía que Song era el último libro de la serie, Angelou continuaba escribiendo de su vida a través de ensayos. A los 85 años de edad, Angelou publica su séptima y última autobiografía llamada Mom & Me & Mom (2013) la cual se enfoca en la relación con su mamá. El audiolibro de Song narrado por Angelou recibió un Premio Grammy al mejor audiolibro del 2003.

### Título

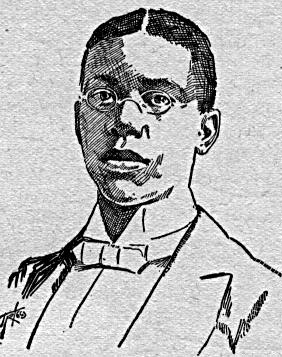
La poesía de Paul Laurence Dunbar inspiró los títulos de la primera y la sexta autobiografía de Angelou.

Angelou regresa el mismo poema en el que basó el título de Caged Bird cuando escoge el título de A Song Flung Up to Heaven. El título proviene de la tercera estrofa del poema "Sympathy" de Paul Laurence Dunbar. Angelou ha acreditado a Dunbar y a Shakespeare por incentivar su "ambición por la escritura". El pájaro enjaulado, un símbolo de la esclavitud, es una imagen que Angelou utiliza a lo largo de sus obras.
I know why the caged bird sings, ah me,
When his wing is bruised and his bosom sore,
When he beats his bars and would be free;
It is not a carol of joy or glee,
But a prayer that he sends from his heart's deep core,
But a plea, that upward to Heaven he flings—
 I know why the caged bird sings.

## Resumen
A Song Flung Up to Heaven, la cual se sitúa entre 1965 y 1968, comienza en donde All God's Children Need Traveling Shoes termina, con el regreso de Angelou a Estados Unidos. En esta sexta autobiografía, dos eventos "catastróficos" enmarcan el principio y el final del libro: los asesinatos de Malcolm X y Martin Luther King, Jr. La situación de Angelou: su hijo de 19 años de edad ya es un adulto y estudia en la Universidad de Ghana y ella acaba de terminar una relación controladora con "un poderoso hombre de África del Oeste quién llegó a su vida como un huracán". Ella también es invitada por Malcolm X para regresar a Estados Unidos.

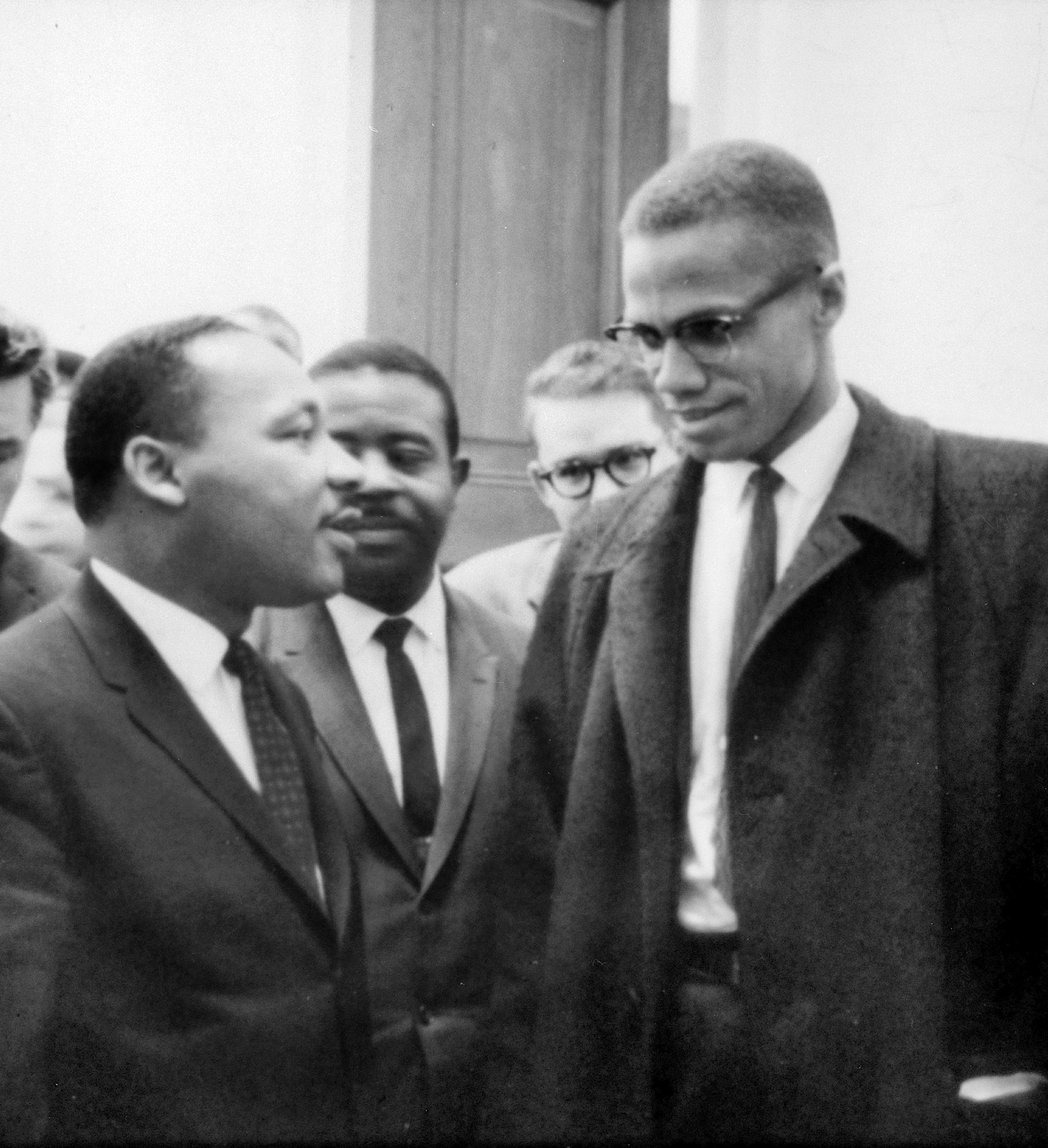
Los asesinatos de Martin Luther King, Jr. y Malcolm X enmarcan los eventos en A Song Flung Up to Heaven.

Angelou pospone su reunión con Malcolm X durante un mes y vista a su madre y hermano en San Francisco. Malcolm X es asesinado dos días después. Devastada, Angelou se muda a Hawái para estar más cerca de su hermano y para retomar el canto y su carrera en el escenario, la cual había dejado antes de irse a África años antes. Después de ver a Della Reese en el escenario, se da cuenta de que no tiene el compromiso ni la dedicación para ser una cantante profesional. Debido a esto, Angelou regresa a su carrera como escritora pero esta vez en Los Ángeles en vez de en la ciudad de Nueva York como antes lo había hecho. Ella se convierte en investigadora del mercado para ganar dinero extra.
En un momento del libro, el amante de Ghana de Angelou a quien llama "el Africano" llega a Los Ángeles para regresarla a Acra. Angelou pide la ayuda de su mamá y de su hermano quienes vienen a rescatarla. Ellos distraen al Africano y lo mandan primero a México y después de regreso a Ghana. Durante una visita de Guy a su abuela en San Francisco, vuelve a tener un accidente automovilístico parecido al que tuvo antes de empezar la Universidad en Ghana. La madurez de Guy sorprende a su madre y ella lo deja al cuidado de su abuela.
Angelou regresa a Nueva York donde se dedica a su escritura y revive muchas amistades que había hecho en el pasado. Ella describe sus relaciones profesionales y personales con Ruby Dee, Ossie Davis, Beah Richards y Frank Silvera. Martin Luther King Jr. le pide viajar alrededor del país con él para promover la Conferencia Sur de Liderazgo Cristiano. Ella accede pero "lo pospone de nuevo" y él es asesinado en el cumpleaños 40 de Angelou. Nuevamente devastada, se aísla hasta ser invitada a una fiesta a la que atendían sus amigos James Baldwin y el cartunista Jules Feiffer y su esposa Jufy Fieffer. Judy Fieffer, inspirada por las historias de Angelou, contacta al editor Robert Loomis, quién reta a Angleou a escribir su autobiografía como obra literaria. Ella acepta el reto y Song termina con Angelou en el "umbral de su carrera literaria", escribiendo las primeras líneas de su primera autobiografía I Know Why the Caged Bird Sings:
"What are you looking at me for. I didn't come to stay".

## Estilo y género
Empezando con Caged Bird e incluyendo Song, Angelou hizo un intento deliberado al escribir su autobiografía, el de retar la estructura usual de la autobiografía al criticarla, cambiarla y expandir el género. Su uso de técnicas características de la ficción como por ejemplo la personificación, el diálogo, y el desarrollo temático, ha llevado a algunos críticos a colocar sus libros en la categoría de autobiografía ficticia.  Angelou dice en una entrevista de 1989 que ella solo era una escritora "seria" quien escogió este género para expresarse a sí misma. Como la crítica Susan Gilbert dijo, Angelou reporta no solo la historia de una persona sino la de una comunidad. El académico Sewlyn R. Cudjoe concuerda con Gilbert y ve a Angelou como representativa de la comunidad afroamericana. Robert Loomis, editor de Angelou, logró convencerla de escribir Caged Bird retándola a escribir una autobiografía que se pudiera considerar "arte", lo cual continuó durante todas sus series.
Las autobiografías de Angelou se apegan a los estándares estructurales del género: están escritos por un solo autor, son cronológicos y contienen elementos de personaje, técnica y tema. En una entrevista en 1983 con la crítica literaria Claudia Tate, Angelou categoriza sus libros como autobiografías. Cuando habló de su uso único del género, admitió que siguió la tradición de la narrativa esclavista al "hablar en primera persona singular sobre la primera persona plural, cada vez que se lee "yo" significa "nosotros"". La crítica Elise B. Washington concuerda y comenta que A Song Flung Up to Heaven "ofrece una mirada al desarrollo de la vida de un ícono literario" influenciada por eventos históricos y personalidades como Malcolm X, Martin Luther King Jr. y James Baldwin.
Angelou reconoce que hay aspectos ficticios en sus libros; ella tendía a "divergir de la noción convencional de la autobiografía como la verdad". Su enfoque era paralelo a la costunbre de muchas autobiografías afroamericanas escritas durante el periodo de abolición en los Estados Unidos, cuando la verdad era usualmente censurada por la protección de uno mismo.  El autor Lyman B. Hagen ha colocado a Angelou en la larga tradición de autobiografías afroamericanas, pero insiste que ella ha creado una interpretación única de las autobiografías. En una entrevista en 1998 con el reportero George Plimpton, Angelou habla de su proceso para escribir, de "la verdad en la ficción" y de las memorias. Cuando Plimpton le preguntó si distorsionaba la verdad para mejorar sus historias, ella lo admitió. Aunque Angelou nunca ha admitido haber cambiado los hechos de sus historias, ha usado estos hechos para impactar a sus lectores.Como afirma Hagen "Uno puede asumir que la esencia de la información están presentes en las obras de Angelou".  Hagen también afirma que Angelou "utiliza la ficción para mejorar el interés."  Robert Loomis, el editor de Angelou, está de acuerdo y afirma que ella podría reescribir cualquiera de sus libros cambiando el orden de los hechos para cambiar el impacto que tienen los libros en los lectores.

## Recepción crítica
Song recibió mayoritariamente críticas positivas, aunque la Fundación de Poesía ha dicho que "muchos críticos juzgan las autobiografías de Angelou sobre la base de su primera". Por ejemplo, Kim Hubbard de People Magazine, encuentra Song insatisfactorio y "escrito apresuradamente" pero poético al igual que Caged Bird. Muchos críticos aprecian lo que Kirkus Reviews llama "el súbito cambio estructural" de Angelou de enmarcar Song con dos asesinatos. Paul Friedman de The New York Times Book Review, aprecia los "momentos de autocrítica y modestia" de Angelou que no se presentan en sus otros libros. Patricia Elam de New Crisis concuerda y comenta que hay mucho que admirar acerca tanto del libro como de la vida llena de tensión, risas y amor que describe. Elam describe Song como "una obra que mueve el espíritu y que describe la travesía de Angelou a través de una vida artística y auténtica".
La crítica Margaret Busby, ve este libro "no tanto como un final sino como un principio". Como muchos otros críticos, Busby considera Song una serie de "anécdotas entrelazadas hermosamente" y encuentra el libro conciso y leíble. El académico John McWhorter no ve el uso de anécdotas de Angelou positivamente. Whorter comenta que todos sus libros son cortos, divididos en capítulos aún más cortos y "a veces parecen estar escritos para niños y no para adultos". Sin embargo, McWhorter reconce que la prosa "sorprendentemente simple" de Angelou se debe a su propósito de representar la cultura afroamericana de manera positiva. Busby también reconce la habilidad de Angelou de encontrar lecciones inspiracionales tanto nacionales como personales aunque el énfasis en este libro es en las personales; especialmente sus dilemas como madre y amante.
Amy Strong del The Library Journal considera Song menos profundo e intenso que sus obras pasadas quizá debido a que en esta época tuvo más pérdidas personales y conflictos. Ella predijo que el estilo directo de Song iba a ser popular. Publishers Weekly, en su crítica del libro, concuerda con Strong y ve "cierta resignación" en el libro. El crítico también afirma que quienes vivieron en la época que Angelou describe apreciarían la valoración que hace de esta y afirma que Song era "una historia de tragedia y triunfo bien establecida y marcada por su único afroamericanismo. Los asesinatos en Song le dan al libro profundidad mientras Angelou describe los eventos de su vida los cuales serían "meras divagaciones" si fueran descritas por un escritor menos talentoso. El crítico fue capaz de ver el "espíritu" de Angelou y encontró el libro "satisfactorio"; aunque lo considera una obra a la que le falta "el tono espiritual que tienen los ensayos de Angelou, la apertura de su poesía y el drama de sus otras autobiografías".
Ambos McWhorter y el escolar Hilton Als encuentran la escritura de Angelou a través de su serie importante. Aunque McWhorter ha admitido estar encantado por el sentido de autoridad que Angelou inserta a sus obras, él considera las autobiografías después de Caged Bird "engreídas" y ha comentado que ella "reta al lector a cuestionarse su línea privada a Dios y a la verdad". Als cimenta que Angelou, en su sexta autobigrafía, "nos ha dado la historia de una mujer quien al enfrentarse con las dificultades de la vida, simplemente los supera".